# Rocco (film 2004)
Rocco è un film per la televisione del 2004, diretto da Nicolò Bongiorno.

## Trama
Rocco è un bambino che vive con papà Ottavio, la mamma Lucia e la sorella maggiore Chiara. Un giorno, insieme ai suoi amici Leo, Luca e Madda, si trova a vivere una straordinaria avventura, nella quale riuscirà ad aiutare anche gli adulti.